# 阿其麟
阿其麟（1496年—？年），字仁夫，號西陉，山西振武衛官籍太原府代州人。

## 生平
阿其麟研習《詩經》，行一，由州學增廣生中式正德十一年丙子科（1516年）山西鄉試第三十九名舉人，二十八歲中式嘉靖二年（1523年）癸未科會試第九十九名，成第三甲第一百四十名進士。獲授宁晋县知县，在任一年多，因為過份剛直嚴厲被調任溧阳县，丁母憂归，不再出仕，巡抚杨巍拜訪他時其家居與窮人無異。家居三十余年卒。

## 家族
曾祖阿勝，副千户。祖父阿顒，副千户。父阿衡，號石厓。母李氏。慈侍下。生四男四女，長子忠信，次忠恕、忠爱、忠纯。